# Platalearostrum

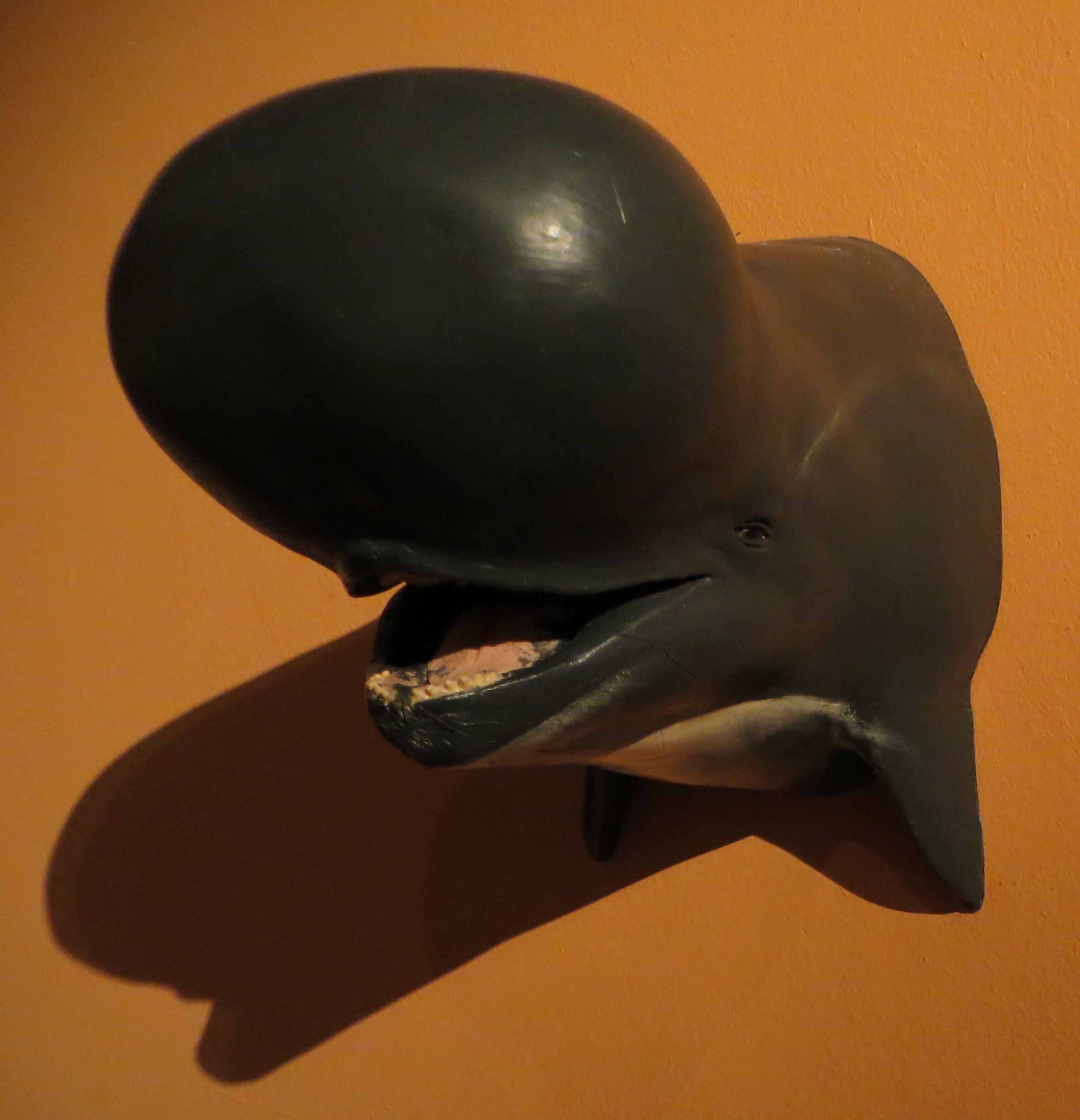
Модельна голова

Platalearostrum — вимерлий рід дельфіновидих ссавців родини дельфінових. Відомий за одним екземпляром (NMR-9991-00005362), що складається з часткового рострума, часткової верхньої щелепи, часткової передщелепної кістки, часткового леміша. Скам'янілість була виявлена Альбертом Хукманом на борту рибальського траулера в Північному морі в 2008 році й описана в 2010 році Клаасом Постом і Ервіном Дж. О. Компанє. Вважається, що дельфін мав повітряну кулю на вершині свого рострума і, за оцінками, жив від середнього пліоцену до початку плейстоцену.